# Canção artística

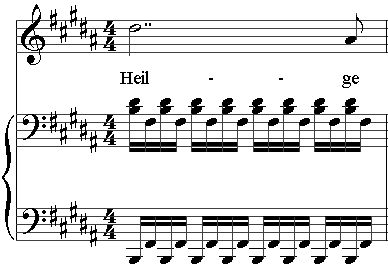
Quinto compasso do Lied (canção artística) de Schubert intitulada Nacht und Träume. A parte vocal, que inclui as notas da melodia e o texto, fica na pauta superior. As duas pautas abaixo são a parte do piano.

A canção artística, erudita ou lírica é uma composição vocal, geralmente escrita para voz com acompanhamento de piano e dentro da tradição da música clássica. O termo "canção artística" também é usado para se referir ao agrupamento das canções (ou seja, o "repertório de canções artísticas").  Esse tipo de canção traduz musicalmente a atmosfera de um poema ou texto,  "compõe o repertório de concertos"  "como parte de um recital ou encontro social de caráter formal".  Apesar de muitas composições vocais serem facilmente reconhecidas como canções artísticas, outras são mais complexas de categorizar. Por exemplo, o vocalize (sem texto), mesmo escrito por um compositor clássico pode ou não ser considerado uma canção artística.
Fatores que ajudam a definir a canção artística (erudita ou lírica):
- Canções que fazem parte de uma obra encenada (como uma ária de ópera ou a canção de um musical) normalmente não são consideradas canções artísticas. [1] Entretanto, algumas árias barrocas que "passaram a ser frequentemente apresentadas em recitais" [1] foram incluídas no repertório de canções artísticas.
- Canções com instrumentos além do piano (por exemplo, violoncelo e piano) e/ou outros cantores são chamadas de "música vocal de câmara" e geralmente não são consideradas canções artísticas. [2]
- As canções que originalmente foram escritas para voz e orquestra são chamadas de "músicas orquestrais" e geralmente não são consideradas canções artísticas, a menos que sua versão original seja para voz solo e piano. [3]
- As Canções folclóricas geralmente não são consideradas canções artísticas, a menos que sejam arranjadas em estilo musical clássico com acompanhamento de piano escrito por um compositor específico. [4] Exemplos: os dois volumes de Old American Songs (Antigas Canções Americanas) de Aaron Copland, os arranjos das Canções Folclóricas de Benjamin Britten, [5] e as Siete canciones populares españolas ( Sete Canções Folclóricas Espanholas ) de Manuel de Falla.
- Não há um consenso em relação às canções sacras. Muitas composições escritas com textos bíblicos ou sagrados foram compostas para a sala de concerto e não para o serviço religioso; algumas são amplamente conhecidas (por exemplo, o ciclo de canções Vier ernste Gesänge de Johannes Brahms). Outras canções sacras podem, ou não ser consideradas de caráter artístico. [6]
- Um conjunto de canções artísticas escritas em grupo e para serem executadas em uma ordem determinada, compõem uma narrativa dramática, comumente chamada de ciclo de canções .

## Línguas e nacionalidades
As canções artísticas foram compostas em vários idiomas e são conhecidas por diferentes nomes. Na tradição alemã de composição de canções, talvez a mais proeminente e conhecida, esse tipo de genero musical é conhecido como Lied (plural: Lieder). Na França, o termo mélodie diferencia as canções artísticas das outras peças vocais francesas conhecidas como chansons. os termos canción (espanhol) e a canzone (italiano) referem-se as canções de modo geral e não especificamente a canções artísticas.

## Forma
A linguagem musical do compositor e a interpretação do texto muitas vezes determinam a estrutura de uma canção artística. Quando diferentes versos do poema são cantados com a mesma melodia, a canção é chamada estrófica. Os arranjos das canções folclóricas são frequentemente estróficos,  mas "há casos excepcionais em que a repetição musical oferece dramaticamente  uma justificativa para a mudança no texto. Há também momentos em que uma monotonia quase hipnótica é desejada".  Muitas canções do ciclo Die schöne Müllerin escrito por Schubert podem exemplificar isto. 
Se a melodia vocal permanecer a mesma, mas o acompanhamento mudar para cada verso, a canção é chamada "estrófica modificada". Já canções que recebem uma música diferente para "cada seção do texto"  são chamadas de compostas. A maioria das obras neste formato, contém alguma repetição do material musical. Muitas canções artísticas usam a forma ABA (conhecida como "forma da canção" ou "forma ternária"), trata-se de uma seção inicial, uma intermediária contrastante e um retorno à música inicial (primeira seção). Em alguns casos, no retorno à música da primeira seção, o compositor poderá fazer pequenas alterações.

## Interpretações e artistas
A interpretação das canções artísticas em recitais exige habilidades especiais tanto do cantor quanto do pianista. O grau de intimidade "raramente desenvolvido em outros tipos de música"  exige que os dois intérpretes "comuniquem ao público as emoções mais sutis expressas pelo poema e música".  Os dois intérpretes precisam compreender e alinhar todos os aspectos musicais a criar uma parceria unificada. isso torna a canção um dos "tipos mais sensíveis de colaboração".  O pianista deve ser capaz de corresponder ao caráter expresso pelo cantor. Embora cantores líricos geralmente busquem carreiras de sucesso como solistas em ópera, vários cantores proeminentes construíram suas carreiras cantando canções artísticas, dentre eles: Dietrich Fischer-Dieskau, Thomas Quasthoff, Ian Bostridge, Matthias Goerne, Wolfgang Holzmair, Susan Graham e Elly Ameling. Grandes pianistas também se especializaram em tocar este tipo de repertório. Gerald Moore, Geoffrey Parsons, Graham Johnson, Dalton Baldwin, Hartmut Höll e Martin Katz são exemplos de  pianistas que se especializaram em acompanhar o gênero de canções artísticas. As partes de piano podem ser bastante complexas, o acompanhamento tem o mesmo nível de importância que a linha de canto. Por isso, pianistas que se especializam em recitais de canções artísticas referem-se a si próprios como "pianistas colaboradores", e não como pianistas acompanhadores.

## Compositores

### Ingleses
- John Dowland
- Thomas Campion
- William Byrd
- Thomas Morley
- Henry Purcell
- Hubert Parry
- Frederick Delius
- Ralph Vaughan Williams
- Roger Quilter
- John Ireland
- Ivor Gurney
- Peter Warlock
- Michael Head
- Madeleine Dring
- Gerald Finzi
- Jonathan Dove
- Benjamin Britten
- Michael Tippett
- Ian Venables
- Judith Weir
- George Butterworth
- Francis George Scott
- Rebecca Clarke

### Norte-americanos
- Amy Beach
- Theodore Chanler
- Arthur Farwell
- Charles Ives
- Charles Griffes
- Ernst Bacon
- John Jacob Niles
- John Woods Duke
- Ned Rorem
- Richard Faith
- Samuel Barber
- Aaron Copland
- George Walker (composer)
- Lee Hoiby
- William Bolcom
- George Crumb
- Dominick Argento
- John Harbison
- Philip Glass
- Libby Larsen
- Juliana Hall
- Tom Cipullo
- Lori Laitman
- Daron Hagen
- Richard Hundley
- Emma Lou Diemer
- Ben Moore (composer)
- Ricky Ian Gordon
- Jake Heggie
- John Musto
- Sarah Hutchings
- Laura Schwendinger

### Austríacos e Alemães
- Carl Philipp Emanuel Bach
- Joseph Haydn
- Wolfgang Amadeus Mozart
- Ludwig van Beethoven
- Franz Schubert
- Felix Mendelssohn
- Fanny Mendelssohn
- Robert Schumann
- Clara Schumann
- Carl Loewe
- Johannes Brahms
- Hugo Wolf
- Gustav Mahler
- Richard Strauss
- Joseph Marx
- Alexander von Zemlinsky
- Arnold Schoenberg
- Anton Webern
- Alban Berg
- Erich Wolfgang Korngold
- Viktor Ullmann
- Hanns Eisler
- Kurt Weill
- Paul Hindemith
- Wilhelm Killmayer
- Josephine Lang
- Emilie Mayer

### Franceses
- Hector Berlioz
- Charles Gounod
- Pauline Viardot
- César Franck
- Camille Saint-Saëns
- Georges Bizet
- Emmanuel Chabrier
- Henri Duparc
- Jules Massenet
- Gabriel Fauré
- Claude Debussy
- Erik Satie
- Maurice Ravel
- Lili Boulanger
- Nadia Boulanger
- Albert Roussel
- Reynaldo Hahn
- Darius Milhaud
- Francis Poulenc
- Olivier Messiaen
- Henri Dutilleux
- Cécile Chaminade

### Romenos
- George Enescu
- Dinu Lipatti
- Pascal Bentoiu
- Irina Hasnaș
- Felicia Donceanu

### Espanhóis
- Francisco Asenjo Barbieri
- Ramón Carnicer y Batlle
- Ruperto Chapí
- Antonio de la Cruz
- Isabella Colbran
- Manuel Fernández Caballero
- Manuel García
- Sebastián de Iradier
- José León
- Cristóbal Oudrid
- Antonio Reparaz
- Emilio Serrano y Ruiz
- Fernando Sor
- Joaquín Valverde
- Amadeo Vives

#### Século XX:
- Enrique Granados
- Manuel de Falla
- Joaquín Rodrigo
- Joaquín Turina
- David del Puerto

### Latino-americanos
- Juan Guerra González – El Salvador
- Roberto Caamaño – Argentina
- Hector Campos-Parsi – Puerto Rico
- Pompeyo Camps – Argentina
- Carlos Chávez – Mexico (also in German and English)
- Alberto Ginastera – Argentina
- Carlos Guastavino – Argentina
- Mario Lavista – Mexico
- Jaime León Ferro – Colombia
- Julián Orbón – Cuba
- Juan Orrego-Salas – Chile
- Carlos Pedrell – Uruguay
- Juan Bautista Plaza – Venezuela
- Manuel Ponce – Mexico
- Silvestre Revueltas – Mexico
- Miguel Sandoval – Guatemala
- Domingo Santa Cruz – Chile
- Andrés Sas – Peru
- Guillermo Uribe-Holguín – Colombia
- Aurelio de la Vega – Cuba

#### Em português (todos brasileiros):
- Ernani Braga
- Camargo Guarnieri
- Osvaldo Lacerda
- Jaime Ovalle
- Heitor Villa-Lobos (Escreveu canções em italiano, francês, inglês e espanhol)

### Italianos
- Claudio Monteverdi
- Barbara Strozzi
- Gioachino Rossini
- Gaetano Donizetti
- Vincenzo Bellini
- Francesca Caccini
- Giuseppe Verdi
- Amilcare Ponchielli
- Paolo Tosti
- Ottorino Respighi
- Mario Castelnuovo-Tedesco
- Luciano Berio
- Lorenzo Ferrero

### Do leste Europeu
- Franz Liszt – Hungria (quase todas as suas composições de canções artísticas são de textos em línguas européias não húngaras, como francês e alemão)
- Antonín Dvořák – Boêmia
- Leoš Janáček – Boêmia (Tchecoslováquia)
- Béla Bartók – Hungria
- Zoltán Kodály – Hungria
- Frédéric Chopin – Polônia
- Stanisław Moniuszko – Polônia
- Eugen Suchoň – Eslováquia
- Mykola Lysenko – Ucrânia
- Mykola Leontovych - Ucrânia

### Nórdicos
- Hugo Alfvén – Suécia
- Edvard Grieg – Noruega (conjunto de poesia alemã, nórdica e dinamarquesa)
- Yrjö Kilpinen – Finlândia
- Carl Nielsen – Dinamarca
- Leevi Madetoja – Finlândia
- Ture Rangström – Suécia
- Jean Sibelius – Finlândia
- Wilhelm Stenhammar – Suécia

### Russos
- Michael Glinka
- Alexandre Borodin
- César Cui
- Nikolai Medtner
- Modesto Mussorgsky
- Piotr Ilitch Tchaikovsky
- Nikolai Rimsky-Korsakov
- Alexandre Glazunov
- Sergei Rachmaninoff
- Sergei Prokofiev
- Igor Stravinsky
- Dmitri Shostakovich

### Ucranianos
- Vasyl Barvinsky[8]
- Stanyslav Lyudkevych[8]
- Mykola Lysenko
- Nestor Nyzhankivsky
- Ostap Nyzhankivsky
- Denys Sichynsky[8]
- Myroslav Skoryk
- Ihor Sonevytsky
- Yakiv Stepovy
- Kyrylo Stetsenko

### Galeses
- Dilys Elwyn-Edwards
- Morfydd Llwyn Owen
- Gareth Glyn
- Mansel Thomas
- Meirion Williams

### Asiáticos
- Nicanor Abelardo – Filipinas
- Ananda Sukarlan – Indonésia
- Byambasuren Sharav – Mongólia

### Africânderes
- Jellmar Ponticha
- Stephanus Le Roux MaraÁs

### Árabes
- Iyad Kanaan – Líbano